# Adolph Reuss
Adolphus Reuss, (abreviado Reuss), nacido el 28 de noviembre de 1804 en Fráncfort del Meno, y fallecido el 7 de mayo de 1878 en Ohio, fue un doctor en Medicina y zoólogo alemán, herpetólogo y aracnólogo.

## Biografía
Adolfo Reuss nació en una familia acomodada de Ámsterdam, sus padres emigraron a Fráncfort del Meno, donde pasó su infancia. Su padre Benedicto Reuss nació en Ámsterdam , su madre, Johanna Bass, es nativa de Westfalia. Este es el más joven de ocho hijos, siete hijos y una hija.
Estudió en la Universidad de Gotinga, luego cambió de estudios y se dirigió hacia la medicina, fue doctorado en medicina en 1825 (tesis en latín : Dissertatio inauguralis anatomico-physiologica de systemate lentis crysallinae humanae), y sigue los cursos de postgrado en París y Berlín.
Ejercitó de médico en Frankfurt unos pocos años, y se casó con Rachel Jucho (Margaretha C. E. Jucho), y luego decidió probar suerte en los EE. UU..
Se embarca en un velero y cruzó los océanos, viajando hasta Ohio, Iowa, Misuri y, finalmente, en 1834, se estableció cerca de Shiloh, condado de St. Clair, en Illinois. Compró una pequeña granja con doscientas hectáreas de tierra, y se embarcó en la agricultura y continuó la práctica médica.
En julio de 1836 , este es uno de los dieciséis colonos alemanes fundadores de una biblioteca, en Belleville, condado de St. Clair.
Viudo desde el 8 de marzo de 1841, se casó con Caroline Raith ( 1824 - 1870 ), que nació en Gotinga , la hija de Federico Raith llegó a Condado de St. Clair en el 1833 . Tienendo nueve hijos:. Henry, Julio, Carolina, Rosa, Alberto, Augusta, Juana, María y Fernando.
Se convirtió en uno de los principales ciudadanos de la comunidad y tiene un interés en la política del Partido Republicano.
Trabajó en el Instituto de Investigación Senckenberg, y en 1834 contribuyó significativamente con el Museo de Senckenberg, con el primer tratado, donde se describen muchas especies de arañas.
El 8 de septiembre de 1856, fue elegido miembro correspondiente de Academia de Ciencias de San Luis, así como Senckenbergische Naturforschende Gesellschaft en Fráncfort·. miembro desde 1829.
Murió 7 de mayo de 1878 y está enterrado en Silo, en el cementerio de Shiloh Valle. A su muerte, es dueño de 450 acres de tierra.

## Taxones descritos
- Lagartos :
  - Trapelus mutabilis Merrem, 1820 – sinónimo : Trapelus pallidus Reuss, 1833
  - Latastia longicaudata Reuss, 1834
- Serpientes :
  - Malpolon moilensis Reuss, 1834
  - Telescopus obtusus (Reuss, 1834)
  - Enhydris alternans Reuss 1834
  - Thamnophis eques (Reuss, 1834)
- Anfibios
  - Amietophrynus regularis Reuss, 1833

## Abreviatura (zoología)
La abreviatura Reuss  se emplea para indicar a Adolph Reuss como autoridad en la descripción y taxonomía en zoología.